# Patelloa specularis
Patelloa specularis är en tvåvingeart som först beskrevs av Aldrich och Herbert John Webber 1924.  Patelloa specularis ingår i släktet Patelloa och familjen parasitflugor. Inga underarter finns listade i Catalogue of Life.